# Ilberstedt
Ilberstedt ist eine Gemeinde im Salzlandkreis in Sachsen-Anhalt. Sie gehört der Verbandsgemeinde Saale-Wipper an, die ihren Verwaltungssitz in der Stadt Güsten hat.

## Geografie
Ilberstedt liegt westlich von Bernburg (Saale) in der Magdeburger Börde.

### Gemeindegliederung
Als Ortsteile der Gemeinde sind ausgewiesen:
- Bullenstedt
- Cölbigk

## Politik
Der ehrenamtliche Bürgermeister Lothar Jänsch wurde erstmals in der Stichwahl am 6. Juli 2008 gewählt. Er übernahm das Amt im Oktober 2008. Im April 2015 wurde er mit 83,5 % der Stimmen im Amt bestätigt.

## Wirtschaft und Infrastruktur

### Verkehr
Ilberstedt hat einen Bahnhof an der Bahnstrecke (Dessau–)Köthen-Aschersleben und verfügt über stündliche Taktverbindungen.
Die Gemeinde besitzt eine Abfahrt an der Bundesautobahn 36. Die Bundesautobahn 14, die von Halle (Saale) nach Magdeburg führt, liegt im Osten von Ilberstedt.

## Kultur und Sehenswürdigkeiten

### Gebäude
Ilberstedt verfügt über eine Heimatstube. Direkt an der Hauptstraße befinden sich die sogenannten Sechs Steine, Überreste mittelalterlicher Steinkreuze. Am südlichen Dorfrand, am Ufer der Wipper steht die Ende des 19. Jahrhunderts errichtete evangelische Sankt-Severin-Kirche. Nahe dem nördlichen Dorfrand ist die katholische St.-Norbert-Kirche zu finden.
Hier befindet sich auch das Schloss Ilberstedt, gebaut laut hofseitiger Bauinschrift zwischen 1799 und 1801 von Johann Karl Andreas Freiherr von Braunbehrens. Der zweigeschossige, breitgelagerte Spätbarockbau ist ein Baudenkmal von besonderer künstlerischer und städtebaulicher Bedeutung.
In Ilberstedt steht ein Modell der St.-Magnus-Kirche in Cölbigk, die 1968 wegen Baufälligkeit gesprengt wurde.

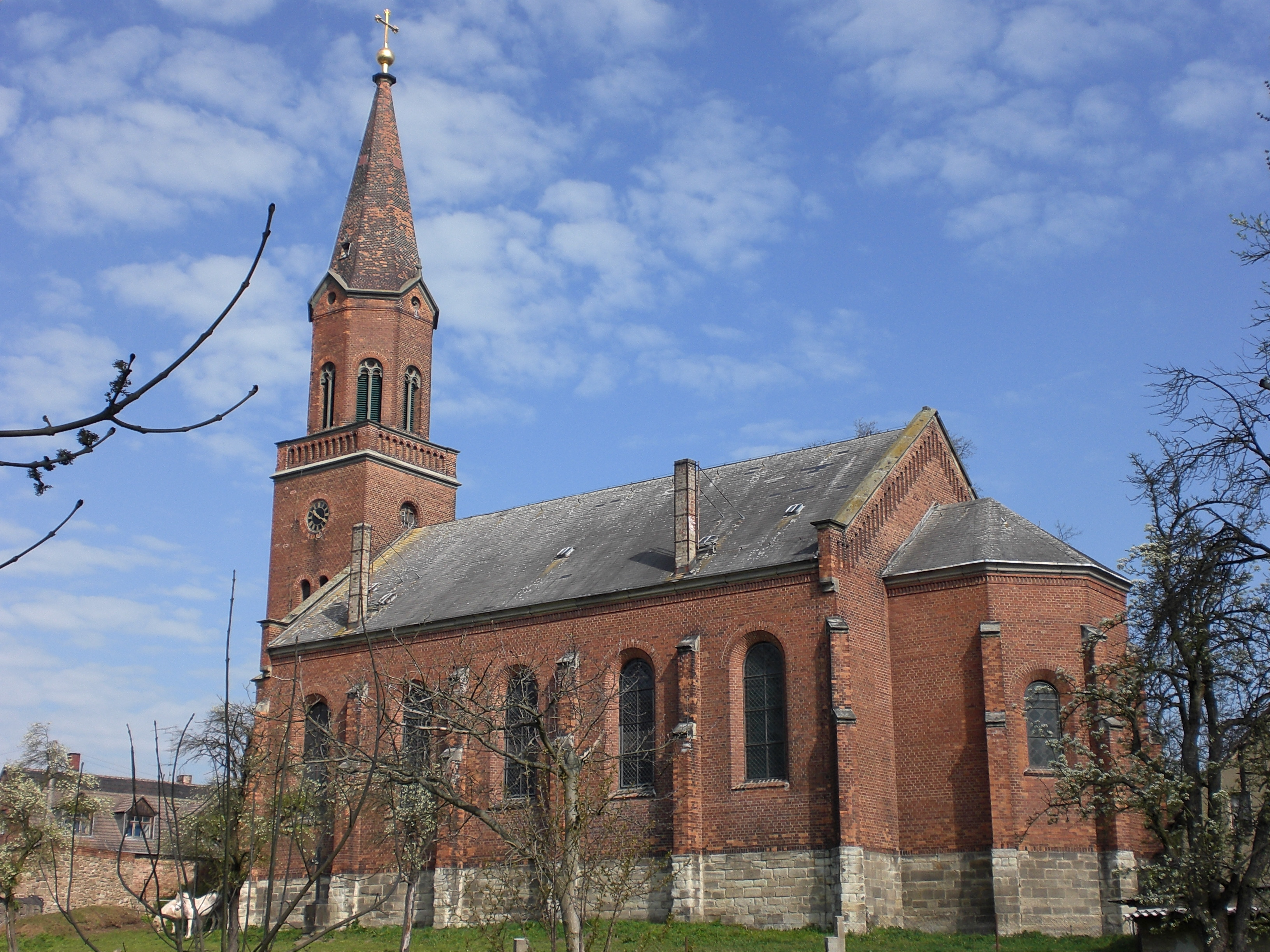
Sankt-Severin-Kirche
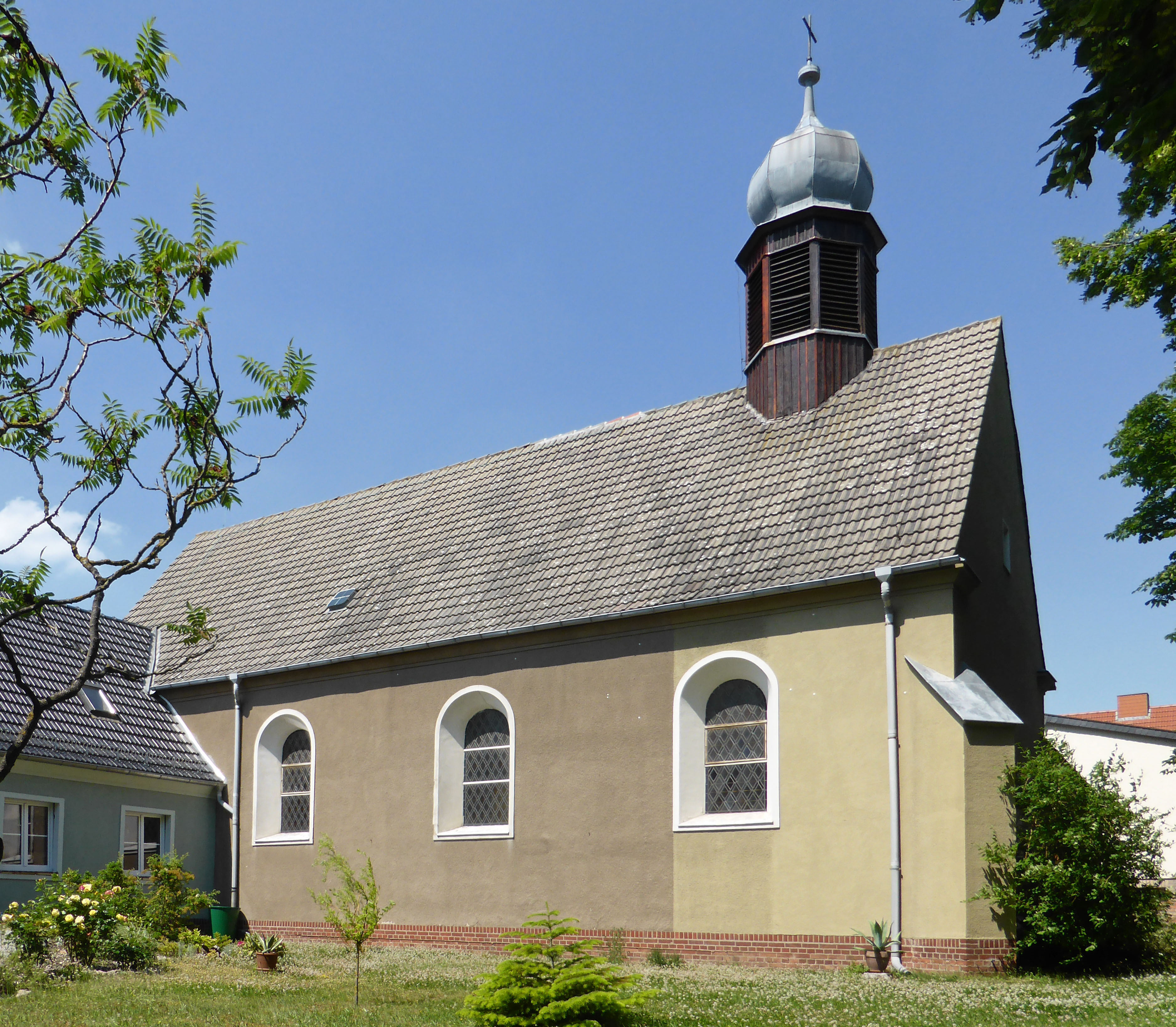
Sankt-Norbert-Kirche
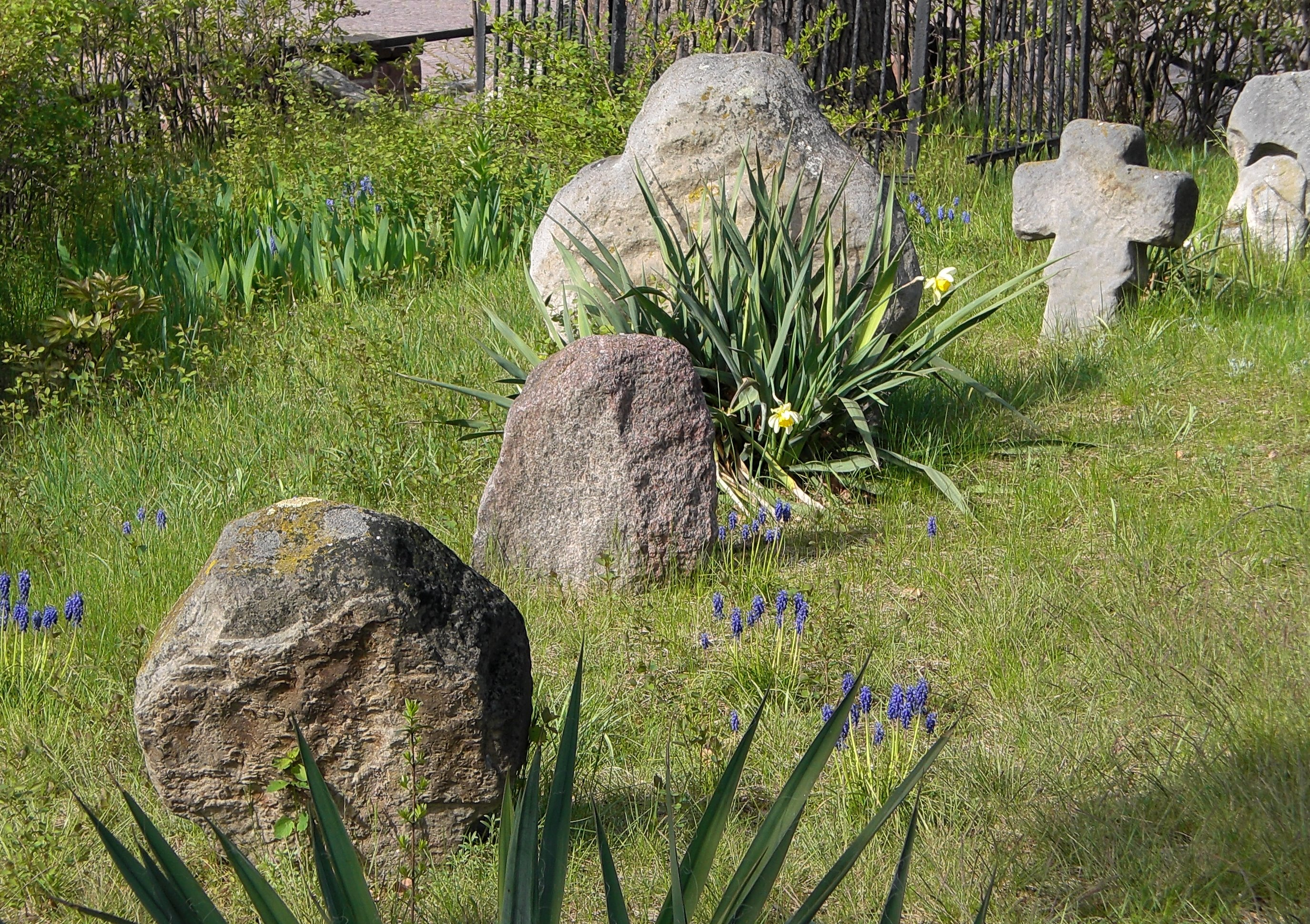
Die Sechs Steine
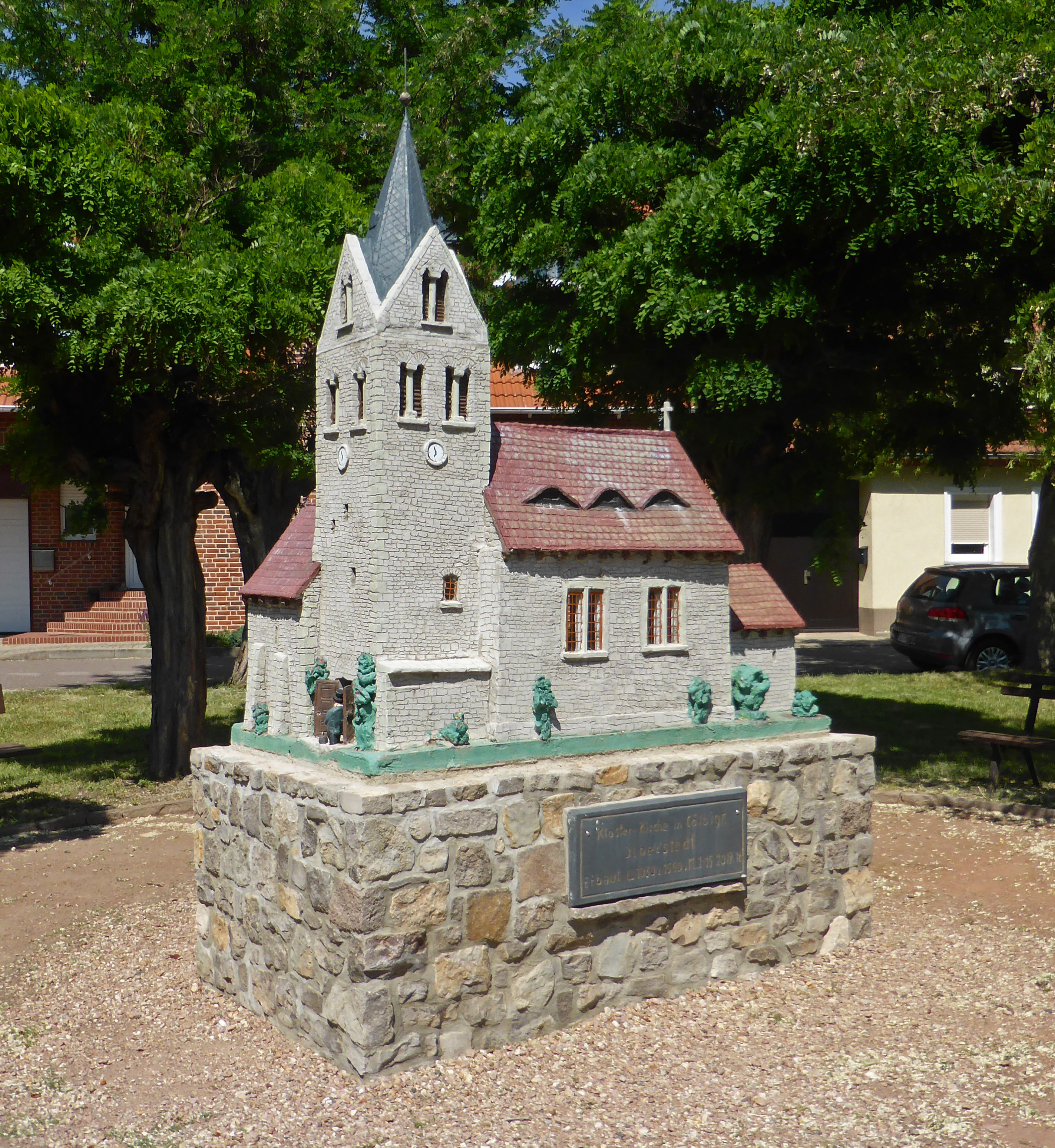
Modell der St.-Magnus-Kirche von Cölbigk

## Persönlichkeiten
- Adolf Schmidt (1898–1985), Rechtsanwalt